# Limnocalanus
Limnocalanus é um género de Centropagidae.
Este género foi descrito em 1863 por Georg Ossian Sars.
O género tem distribuição cosmopolita.
Espécies:
- Limnocalanus johanseni Marsh, 1920[2]
- Limnocalanus michaelseni (Mrázek, 1901)[2]
- Limnocalanus sarsi Daday, 1901[2]